# Romulus Augustus
Romulus Augustus (formentlig født omkring 461 e.Kr., død efter år 511 e.Kr.) var den sidste af det Vestromerske Riges kejsere.
Han blev født under navnet Flavius Romulus som søn af den romerske politiker, militærleder og diplomat Flavius Orestes (død 476).
Flavius Romulus blev proklameret som kejser under kejsernavnet Romulus Augustus den 31. oktober 475 e.Kr. Den 4. september 476 blev han tvunget til at abdicere af Odoaker, en handling, som længe er blevet set som slutningen på Det Vestromerske Rige (derimod fortsatte Det Østromerske Rige helt til 1453). Men på den tid havde Rom allerede mistet sit herredømme over provinserne, og germanske generaler som Odoaker havde længe den virkelige magt bag den kejserlige trone.
Han er tit kendt under øgenavnet "Romulus Augustulus" Den latinske endelse -ulus formindsker ethvert navneord; herfra "Augustulus", som betyder "Den lille Augustus." Hans virkelige kejsernavn var dog Romulus Augustus.
Modsat mange af de tidligere vestromerske kejsere levede Romulus godt efter tronfrasigelsen. På grund af hans ungdom skånede Odoaker ham, selvom om Romulus' far, Orestes – som havde sat ham på tronen – blev henrettet. Romulus blev sendt til Campanien for at leve med nogle slægtninge. Han blev også tildelt en årlig indkomst, som senere blev godkendt af Odoakers besejrer Theoderik den Store i 507 e.Kr. og igen i 511. Romulus grundlagde et kloster, der overlevede i flere århundreder, men han synes ikke at have overlevet til genoprejsningen af romersk herredømme i Italien i 536 e.Kr.
Hans legitimitet som den sidste kejser er der ofte sat spørgsmålstegn ved. Han blev aldrig anerkendt af den østromerske kejser Zenon, som vedblev at anerkende Julius Nepos som kejser, selv efter Orestes' deportation af ham i 475. Dog har moderne udsagn vedkendt Romulus, og ikke Nepos, som den sidste kejser af det Vestromerske Rige.

## Romulus Augustus i fiktion
Romulus Augustus er den centrale karakter i Friedrich Dürrenmatt's stykke Romulus der Große, som handler om de sidste dage af Romulus' kejsertid og forholder sig ret frit til historiske fakta. Han er også en af personerne i Valerio Massimo Manfredis bog, Den sidste Legion, der i 2007 blev filmatiseret af Zephyr Films instrueret af Doug Lefler.